# Catherine Morissette
Pour les articles homonymes, voir Morissette.
Catherine Morissette, née le 3 février 1979 à Québec, est une femme politique québécoise. Lors de l'élection générale de 2007, elle est élue députée de Charlesbourg à l'Assemblée nationale du Québec sous la bannière de l'Action démocratique du Québec. Elle n'a pas été réélue lors des élections de 2008. 

## Formation académique
- Programme d'études internationales, Université René-Descartes-Paris-V, France (2002)
- Baccalauréat en droit, Profil international, Université Laval (2003)
- École du Barreau du Québec, section Québec (2004)

## Vie politique
Elle se lance en politique dans Charlesbourg à l'occasion de l'élection générale de 2007. Alors que le Québec voir une vague adéquiste dans toute la province, elle est largement élue face au sortant libéral Éric R. Mercier. Elle devient porte-parole de l'opposition officielle en matière d'immigration et de communautés culturelles du 19 avril 2007 au 5 novembre 2008, membre de la Commission de l'Assemblée nationale (23 mai 2007-5 novembre 2008), Présidente de la Commission de l'économie et du travail 25 mai 2007-5 novembre 2008) et vice-présidente de la Section du Québec, Association parlementaire du Commonwealth (APC) (4 avril 2007-5 novembre 2008). Candidate à sa succession lors de l'élection générale de l'année suivante elle est cette fois nettement défaite par le libéral Michel Pigeon.
Elle quitte alors la politique durant des années et cofonde l'organisme « Petits entrepreneurs » en 2014, dont elle devient directrice générale. 
Elle revient à la politique en juin 2021, annonçant sa candidature pour un poste de conseillère municipale de Québec aux côtés de Bruno Marchand et du parti « Québec forte et fière » dans le district des Monts de l’arrondissement de Charlesbourg, mais elle n'est pas élue. 

### Résultats électoraux
|                                                                                               | Nom                             | Parti               | Nombre de voix | %      | Maj.  |
| --------------------------------------------------------------------------------------------- | ------------------------------- | ------------------- | -------------- | ------ | ----- |
|                                                                                               | Michel Pigeon                   | Libéral             | 14 196         | 42,4 % | 4 382 |
|                                                                                               | Catherine Morissette (sortante) | Action démocratique | 9 814          | 29,3 % | -     |
|                                                                                               | Renaud Lapierre                 | Parti québécois     | 8 449          | 25,2 % | -     |
|                                                                                               | Martine Sanfaçon                | Québec solidaire    | 1 053          | 3,1 %  | -     |
| Total                                                                                         | Total                           | Total               | 33 512         | 100 %  |       |
| Le taux de participation lors de l'élection était de 65,8 % et 443 bulletins ont été rejetés. |                                 |                     |                |        |       |

|                                                                                               | Nom                       | Parti               | Nombre de voix | %      | Maj.  |
| --------------------------------------------------------------------------------------------- | ------------------------- | ------------------- | -------------- | ------ | ----- |
|                                                                                               | Catherine Morissette      | Action démocratique | 17 207         | 43,4 % | 6 364 |
|                                                                                               | Éric R. Mercier (sortant) | Libéral             | 10 843         | 27,3 % | -     |
|                                                                                               | Richard Marceau           | Parti québécois     | 9 828          | 24,8 % | -     |
|                                                                                               | Rama Borne MacDonald      | Vert                | 968            | 2,4 %  | -     |
|                                                                                               | Réjean Dumais             | Québec solidaire    | 837            | 2,1 %  | -     |
| Total                                                                                         | Total                     | Total               | 39 683         | 100 %  |       |
| Le taux de participation lors de l'élection était de 78,9 % et 305 bulletins ont été rejetés. |                           |                     |                |        |       |

## Famille
Elle est la cousine de Jean-François Gosselin, lui aussi ex-député adéquiste et chef du parti Québec 21, qu'il mène pour les élections municipales de 2017 et de 2021 à Québec.